# C10 (motorvagn)
C10 är en motorvagnstyp som används på Saltsjöbanan i Stockholm. De första 13 vagnarna var från början tänkta att vara tunnelbanevagnar av typ C8, men de byggdes om till järnvägsstandard före leverans 1975–1976 utan att sättas i trafik i tunnelbanan. Två stycken tunnelbanevagnar av typ C8 byggdes om till C10 år 2000. Vagntypen är permanent sammankopplad med C11.
På Saltjöbanan fanns även motorvagnstypen C16 som var en enam motorvagn med förarhytt i bägge ändarna.